# 巴卡贝拉
巴卡贝拉是巴西马拉尼昂州的一个市镇。总面积615.761平方公里，总人口14578人，人口密度23.7人/平方公里。